# Дубейковский, Леон Иванович
Леон Иванович Дубейковский (Витан-Дубейковский; 7 (19) июля 1869, деревня Дубейково Мстиславского уезда (ныне Мстиславский район Могилёвской области, Белоруссия) — 6 ноября 1940, Вильнюс) — белорусский политический и общественный деятель, поэт, инженер-строитель, архитектор.

## Ранние годы
Происходил из мелкопоместной шляхты. Родители — Ян Дубейковский и Агата Дубейковская (урождённая Деружинская). Был крещен в костеле Вознесения Пресвятой Девы Марии в Мстиславле. Одним из увлечений Леона Дубейковского был сбор белорусского фольклора. Самостоятельно обрабатывал устные народные произведения, пробовал писать лично. В начале 1890-х написал басню «Утянет волк — утянут и волка» и стихотворение «Буря». Окончил Мстиславское городское училище.

## Общественно-политическая деятельность
С 1910 г. работал в Варшаве. Часто посещал Вильну, где познакомился с лидерами белорусского национального движения начала XX столетия: братьями Луцкевичеми, Вацлавом Ивановским, Владимиром Сталыгвом, ксендзом Франтишком Будько. Постоянно выписывал белорусскую литературу и прессу, вел переписку с редакциями газеты «Наша нива» и католическим еженедельником «Biełarus». Оказывал материальную помощь издательскому товариществу «Заглянет солнце и в наше оконце».
В 1916 году приехал в Петроград. Накануне Октябрьской революции 1917 года вернулся в Белоруссию. Поселился в поместье Миховцы под Радошковичами, которое принадлежало белорусскому литератору и политическому деятелю Александру Власову. В 1917 году входил в состав Белорусского национального комитета (БНК) в Минске.
1 июня 1918 года был утвержден правительственным архитектором Белорусской Народной Республики (БНР). Разрабатывал узоры государственных национальных наград (эскизы хранятся в Белорусском государственном архиве-музее литературы и искусства).
Осенью 1919 года был инициатором создания Польско-белорусского общества, в состав которого входили княгиня Магдалена Радзивилл, граф Юрий Чапский, Эдвард Войнилович и прочие. Вступил в ряды Белорусской социал-демократической партии. 15 июня 1919 года Председатель Совета Министров БНР Антон Луцкевич назначил его консулом БНР в Варшаве. В октябре инициировал создание Белорусского комитета в Варшаве, исполнял обязанности председателя комитета. В 1921 году член Президиума 1-й Всебелорусской конференции в Праге.
С 1922 года жил в Вильно (город с 1920 года контролировался Польшей). Состоял в виленской масонской ложе. В 1922 году женился на активистке белорусского движения с немецкими корнями Юлианне Менке. Был президентом белорусского католического прихода Святого Николая, деятелем Белорусского института хозяйства и культуры. Участвовал в издании газеты «Белорусский фронт». В 1933 году стоял у истоков создания Белорусской национал-социалистической партии. Похоронен на кладбище Росса (Расу) в Вильнюсе.
После смерти Дубейковского дом и земельный участок были национализированы, а вдова в марте 1941-го эмигрировала с родственниками в Германию. В 1954 году в Нью-Йорке Юлиана Витан-Дубейковская под псевдонимом Цветок Витан издала книгу «Леон Витан-Дубейковский».

## Архитектурно-строительная деятельность
В 17 лет против воли родителей поступил в ремесленную строительную школу в Варшаве. Через два года получил диплом профессионального строителя и вернулся на Родину. Занимался строительно-реставрационными работами на территории Беларуси.
С начала 1890-х годов руководил восстановлением костелов в Мстиславле, Могилеве, Орше, Кричеве, Чечерску, в местечках Свислочь Осиповичского уезда и Смольяны Оршанского уезда. Во время реконструкции костела в Смольянах, познакомился с известным архитектором Леоном Даукша, который оказал значительное влияние на его дальнейшую профессиональную деятельность. В 1894 году выиграл подряд на строительство нового каменного католического храма в Смоленске. С 1896 по 1898 годы руководил строительной бригадой при строительстве Смоленского костела. В 1897 г. в Смоленске открыл частное инженерное «Общество Л. Дубейковский и Ко», которое выполняло строительные, инженерно-проектные, цементные и реставрационные работы. Через год открыл завод железобетонных изделий. В 1903 г. в С.-Петербурге экстерном сдает экзамены в Институте гражданских инженеров и в этом же году завершает строительство каменных церквей в Монастырщине и Ярцеве Смоленской губернии. В 1904 г. построил в Вязьме каменный дом казначейства, в Смоленске — здание городской почты (не сохранилось). После Первой русской революции 1905—1906 гг. продал свой завод, деньги положил в банк. В 1907—1909 годах учился в Академии архитектуры в Париже, получил диплом архитектора-художника.
В свою бытность в Варшаве устроился в частное архитектурно-строительное бюро Лильпольта и Янковского. Через три года открыл собственную проектную фирму по строительству промышленных и частных домов. Одновременно преподавал строительное дело в Варшавском среднем промышленно-технологическом училище инженера Петровского. По его проекту была возведена фабрика братьев Рингов, ряд доходных домов в Варшаве. Входил в состав Круга архитекторов в Варшаве (Koła architektów w Warszawie). Значимой его работой было создание частного проекта дворцового ансамбля по улице Флора, 7 в Варшаве, который он выполнил в стиле европейского модерна. Для строительства комплекса были проведены подготовительные работы, которые были прерваны с началом Первой мировой войны.
Осенью 1916 года Дубейковский прибыл в Петроград, где получил неожиданное предложение от ксендза Франтишка Будько подготовить проект белорусского костёла в Янотруде. Благодаря ходатайству епископа Эдварда Роппа, Франтишек Будько добился утверждения проекта у официальных российских властей. Однако февральская революция 1917 года помешала осуществлению этих планов.
1 июня 1918 года постановлением Народного Секретариата Белорусской Народной Республики Леон Дубейковский был утвержден главным архитектором в правительстве независимой Беларуси. Стремился создать национальный белорусский стиль в архитектуре. По заданию правительства летом 1918 года завершил здания 1-й Белорусской гимназии в Будславе. После получения денежной субсидии выехал в Будслав, где руководил строительными работами. С приходом польских властей работы были свернуты. Осенью 1919 года гимназия была ликвидирована. В 1919 г. читал популярные лекции по строительству на белорусских учительских курсах в Вильно и Гродно.
В 1919 году занимал должность архитектора в г. Янове Люблинского воеводства. Однако после утверждения в должности консула БНР переехал в Варшаву. При польской власти занимался архитектурно-строительными работами, в том числе проектировал церковь Святой Троицы в Видзах и костёл в Дрисвятах (обе на территории современной Белоруссии). В 1934—1938 гг. руководил восстановлением Марианского монастыря в Друе (на территории современной Белоруссии).